# Emili Casanova Herrero
Emili Casanova Herrero (Agullent, 10 de febrer de 1956) és un filòleg valencià. Doctorat en Filologia Hispànica per la Universitat de València l'any 1981 amb una tesi sobre el lèxic d'Antoni Canals, dirigida pel doctor Manuel Sanchis Guarner, amb la qual obtingué el Premi Extraordinari de Doctorat. Ha sigut professor ajudant de la Universitat de Navarra (1978-1980), ajudant de la de València (1980-1981), encarregat de curs (1981-1984) i titular des del curs 1984-1985 fins ara. Ha sigut també professor de valencià de Ciències de la Informació del CEU San Pablo de València des del curs 1986-1987 al 1999-2000.
És Premi Faraudo de Sant Germain, de l'Institut d'Estudis Catalans.
Ha codirigit el PATROM-Patronymica Romanica, projecte de l'IEC coordinat amb la resta de llengües romàniques, i amb el professor Vicent Rosselló, el I Mestratge de Toponímia (1990-1991) en una universitat europea. Ha sigut subdirector de l'Atles Lingüístic de la Comunitat Valenciana.
Membre de més de 10 associacions científiques europees, com l'AILLC i l'ICOS, acadèmic de l'Acadèmia Valenciana de la Llengua i membre de la Junta Qualificadora de Coneixements de Valencià. Ha sigut membre del Consell General de l'Institut Interuniversitari de Filologia Valenciana des de l'any 1982 fins al 2000, president de la Federació d'Instituts d'Estudis Comarcals i president de l'Institut d'Estudis de la Vall d'Albaida.
Les seues publicacions es poden agrupar en diversos temes: 
- Onomàstica, tant de toponímia com d'antroponímia, on destaquen els estudis sobre els llinatges valencians a través de la història, els gentilicis i les monografies toponímiques sobre diversos noms.[5]
- Gramàtica històrica, on destaquen els estudis destinats a explicar la formació de les particularitats del valencià, com la combinació dels pronoms de tercera persona o la conjunció final per a que.[6]
- Lèxic històric, en especial els dedicats a autors com Antoni Canals,[7] Joanot Martorell[8] o Joan Roís de Corella,[9] i lèxic actual, dedicat a escriptors com Enric Valor[10][11] i Vicent Andrés Estellés,[12] i lexicògrafs com Francesc Ferrer Pastor i Pompeu Fabra.[13]
- Dialectologia sincrònica,[14] especialment centrada en les comarques centrals.
- Llengua dels mitjans de comunicació i el seu model lingüístic.[15]
- Edicions de texts, de diverses èpoques, com les Memòries d'un capellà del segle xviii, o l'Espill de Consciència (segle xiv).
- L'obra de Joan Coromines, tant la lèxica com l'onomàstica.[16]
- Sobre la llengua de la Decadència.[17]
- Sobre la interferència entre el valencià i el castellà.[18]
- Altres, com estudis sobre llenguatge administratiu, traducció de texts literaris i estudis d'història local.

## Obra
- 1981: Espill de consciència, Edicions del Mall. ISBN 84-7456-100-0 ISBN 978-84-7456-100-5
- 1988: El lèxic d'Antoni Canals, Publicacions de l'Abadia de Montserrat. ISBN 978-84-7202-924-8, ISBN 84-7202-924-7.
- 1988: Homenatge a José Belloch Zimmermann (coautor amb Joaquín Espinosa Carbonell), Publicacions de la Universitat de València. ISBN 978-84-370-0479-2, ISBN 84-370-0479-9
- 1989: Memòries d'un capellà del segle XVIII (coautor amb Josep Esplugues) Institució Alfons el Magnànim. ISBN 84-7822-969-8
- 2002: L'aportació de les comarques al patrimoni valencià (coautor) Editorial Denes. ISBN 978-84-95802-11-8, ISBN 84-95802-11-2
- 2002: Enric Valor, un home de poble (coautor) Editorial Denes. ISBN 978-84-95802-13-2, ISBN 84-95802-13-9
- 2003: Llengua i literatura, 1 Batxillerat (coautor amb Vicent Cabanes Fitor i Joan Coba Femenia) Editorial Ecir. ISBN 978-84-7065-850-1, ISBN 84-7065-850-6
- 2004: Llengua i literatura, 1 Batxillerat. Guia didàctica (coautor amb Vicent Cabanes Fitor i Joan Coba Femenia) Editorial Ecir. ISBN 978-84-7065-962-1, ISBN 84-7065-962-6
- 2010: El valenciano: nombre, situación sociolingüística y características básicas (coautor amb Abelard Saragossà) Editorial Denes. ISBN 978-84-92768-45-5
- 2012: Enric Valor: lingüista, novel·liste i rondaller, Editorial Denes. ISBN 978-84-92768-87-5
- 2013: Nous materials de toponímia valenciana, Editorial Denes. ISBN 978-84-940936-6-1
- 2016: Carles Salvador, 1833-1955: escriptor, gramàtic, mestre (coautor amb Josep Daniel Climent Martínez) Generalitat Valenciana. ISBN 978-84-482-6118-4